# Diecéze achyrauská
Diecéze Achyraus je titulární diecéze římskokatolické církve.

## Historie
Achyraus, odpovídá městu Bigadiç v dnešním Turecku, je starobylé biskupské sídlo nacházející se v římské provincii Hellespontos. Diecéze byla součástí Konstantinopolského patriarchátu a sufragánnou arcidiecéze Cyzicus.
Achyraus se objevil v Notitiae Episcopatuum Konstantinopolského patriarchátu (11. století), kde nahradil sousední diecézi Adrianotheru, která se objevuje v Notitiae z 10. století. Existují dva známý biskupové této diecéze, Leonus a Laurentius.
Z diecéze Adrianotheras známe čtyři biskupy, známé z dokumentárních zdrojů,[zdroj⁠?!] kteří se zúčastnili na velkých ekumenických koncilech: Patricius byl přítomen na Chalkedonském koncilu, Cyprianus na Druhém konstantinopolském koncilu, Basilius na Druhém nikajském koncilu a Gregorius na koncilu roku 879 patriarchy Fotia Konstantinopolského.
Dnes je využívána jako titulární biskupské sídlo; v současnosti je bez titulárního biskupa.

## Seznam biskupů z Adrianothery
- Patricius (zmíněn roku 451)
- Cyprianus (zmíněn roku 553)
- Basilius (zmíněn roku 787)
- Gregorius (zmíněn roku 879)

## Seznam titulárních biskupů
- 1505–? Thomasus
- 1548–1557 Antonio Codina, O.S.A.
- 1953–1955 Victor Bazin, M.E.P.
- 1955–1969 Cesário Alexandre Minali, O.F.M.Cap.
- 1972–1990 Augustín Van Aaken, S.V.D.